# Конобеевский сельский округ
Конобеевский сельский округ — упразднённая административно-территориальная единица, существовавшая на территории Воскресенского района Московской области в 1994—2006 годах.
Конобеевский сельсовет был образован в первые годы советской власти. По данным 1919 года он входил в состав Усмерской волости Бронницкого уезда Московской губернии.
В 1926 году Конобеевский с/с включал село Конобеево, деревню Конобеево II, станцию Конобеево, больницу и почту.
В 1929 году Конобеевский с/с был отнесён к Ашитковскому району Коломенского округа Московской области. При этом к нему был присоединён Рославлевский сельсовет.
31 августа 1930 года Ашитковский район был переименован в Виноградовский.
19 января 1934 года из Конобеевского с/с был выделен Рославлевский с/с.
17 июля 1939 года к Конобеевскому с/с был присоединён Рославлевский с/с (селения Рославлево и Пуков Базар).
14 июня 1954 года к Конобеевскому с/с был присоединён Чечевиловский сельсовет.
7 декабря 1957 года Виноградовский район был упразднён и Конобеевский с/с вошёл в состав Воскресенского района.
1 февраля 1963 года Воскресенский район был упразднён и Конобеевский с/с вошёл в Люберецкий сельский район. 11 января 1965 года Конобеевский с/с был возвращён в восстановленный Воскресенский район.
28 января 1977 года к Конобеевскому с/с были присоединены Бессоновский и Леоновский с/с.
30 мая 1978 года в Конобеевском с/с было упразднено селение Федоровка.
3 февраля 1994 года Конобеевский с/с был преобразован в Конобеевский сельский округ.
В ходе муниципальной реформы 2004—2005 годов Конобеевский сельский округ прекратил своё существование как муниципальная единица. При этом все его населённые пункты были переданы в сельское поселение Ашитковское.
29 ноября 2006 года Конобеевский сельский округ исключён из учётных данных административно-территориальных и территориальных единиц Московской области.